# Порецьке (Ульяновська область)
Порецьке (рос. Порецкое) — село в Кузоватовському районі Ульяновської області Російської Федерації.
Населення становить 117 осіб. Входить до складу муніципального утворення Спешневське сільське поселення.

## Історія
Від 2004 року входить до складу муніципального утворення Спешневське сільське поселення.

## Населення
| 2010 |
| ---- |
| 117  |